# إينيس لوبيز
إينيس لوبيز سبيليا (من مواليد 2000) عارضة أزياء ومسابقة ملكة جمال نيكاراغوا التي توجت ملكة جمال نيكاراغوا 2019. وستمثل نيكاراغوا في مسابقة ملكة جمال الكون 2019.

## روابط خارجية
- Official Miss Nicaragua website
- إينيس لوبيز على إنستغرام

| الجوائز و الإنجازات   | الجوائز و الإنجازات      | الجوائز و الإنجازات |
| --------------------- | ------------------------ | ------------------- |
| سبقه أدريانا بانياغوا | ملكة جمال نيكاراغوا 2019 | تبعه TBD            |